# Günter Widder
Günter Widder (* 8. Juli 1940 in Wiener Neustadt) ist ein ehemaliger österreichischer Politiker (ÖVP) und Landesbeamter. Widder war von 1970 bis 1986 Abgeordneter zum Burgenländischen Landtag und von 1982 bis 1986 2. Landtagspräsident.
Günter Widder wurde als Sohn des Marzer Volksschuldirektors Ladislaus Widder geboren und besuchte die Volksschule in Rohrbach bei  Mattersburg bzw. Marz. Danach wechselte er an das Bundesrealgymnasium Mattersburg und legte dort 1959 die Matura ab. Er studierte im Anschluss Rechtswissenschaft an der Universität Wien und schloss sein Studium 1963 mit dem akademischen Grad Mag. jur. bzw. 1964 mit dem Grad Dr.jur. ab. Zudem studierte er je zwei Semester Staatswissenschaften an der Universität Wien bzw. Volkswirtschaft an der Universität Göttingen. Widder trat am 5. August 1964 in den Dienst des Landes Burgenlandes und leistete 1967 den Präsenzdienst beim Bundesheer ab. Er war von 1965 bis 1970 politischer Sekretär und Leiter des Büros des Landeshauptmann-Stellvertreters Reinhold Polster sowie Klubsekretär des ÖVP-Landtagsklubs. Danach war er von 1970 bis 1986 Direktor des Burgenländischen Bauernbundes, von 1974 bis 1978 Landesorganisationsreferent und von 1978 bis 1980 Landesparteisekretär der ÖVP. 1986 schied er aus dem Landesdienst aus und war ab 1987 Aufsichtsrat der BEGAS und ab 1991 Aufsichtsratsvorsitzender der Burgenland-Holding AG. Zudem wirkte er an 1986 als Vorstandsmitglied der Landes-Hypothekenbank Burgenland und ab 1993 als Generaldirektor-Stellvertreter der Bank Burgenland in Eisenstadt. Widder wurde der Titel wirklicher Hofrat verliehen. 
Widder vertrat die ÖVP zwischen dem 11. Mai 1970 und dem 11. Juni 1986 im Landtag, wobei er vom 29. Oktober 1982 bis zum 11. Juni 1986 die Funktion des 2. Präsidenten des Landtages innehatte. 